# Fejervarya
Fejervarya – rodzaj płazów bezogonowych z podrodziny Dicroglossinae w rodzinie Dicroglossidae.

## Zasięg występowania
Rodzaj obejmuje gatunki występujące od wschodnich Indii (Orisa) na wschód przez Bangladesz, Nepal (dystrykt Sunsari) i Mjanmę do południowych Chin i Indochin oraz wysp Archipelagu Sundajskiego; także w Japonii; zgłoszone obserwacje z Papui-Nowej Gwinei.

## Systematyka

### Etymologia
Fejervarya: Géza Gyula Fejérváry (1894–1932), węgierski herpetolog.

### Podział systematyczny
Do rodzaju należą następujące gatunki:
- Fejervarya cancrivora (Gravenhorst, 1829) – żaba krabożerna[4]
- Fejervarya iskandari Veith, Kosuch, Ohler & Dubois, 2001
- Fejervarya jhilmilensis Bahuguna, 2018
- Fejervarya kawamurai Djong, Matsui, Kuramoto, Nishioka & Sumida, 2011
- Fejervarya kupitzi Köhler, Mogk, Khaing & Than, 2019
- Fejervarya limnocharis (Gravenhorst, 1829)
- Fejervarya moodiei (Taylor, 1920)
- Fejervarya multistriata (Hallowell, 1861)
- Fejervarya orissaensis (Dutta, 1997)
- Fejervarya pulla (Stoliczka, 1870)
- Fejervarya sakishimensis Matsui, Toda & Ota, 2008
- Fejervarya triora Stuart, Chuaynkern, Chan-ard & Inger, 2006
- Fejervarya verruculosa (Roux, 1911)
- Fejervarya vittigera (Wiegmann, 1834)